# Androsace mirabilis
Androsace mirabilis är en viveväxtart som beskrevs av Adrien René Franchet. Androsace mirabilis ingår i släktet grusvivor, och familjen viveväxter. Inga underarter finns listade i Catalogue of Life.